# Das Wunder von Marseille
Das Wunder von Marseille ist ein französisches Filmdrama  aus dem Jahr 2019. Die Literaturverfilmung des Buches Un roi clandestin von Sophie Le Callennec basiert auf wahren Begebenheiten.

## Handlung
In den Unruhen von Bangladesch ab 2007 beschließt im Jahr 2008 der Feuerwehrmann Nura, der Vater des schachbegabten Fahim, zu versuchen, zusammen mit ihm nach Frankreich zu kommen, um dort politisches Asyl zu beantragen. Den Rest der Familie, seine Frau und seine beiden weiteren Kinder, darunter Fahims ältere Schwester Luna, will er nachholen, sobald er Arbeit und eine Wohnung gefunden hat.
Zuerst schaffen Nura und Fahim es in einem LKW mittels Bestechung über die indisch-bengalische Grenze. Von dort fliegen sie nach Paris. Ohne Wohnung und ohne Arbeit und der französischen Sprache nicht mächtig, müssen die beiden zunächst im Freien übernachten, bis sie von Helfern des Roten Kreuzes gefunden und in ein Asylantenheim gebracht werden. Bei den französischen Behörden stellt er einen Asylantrag, aber der indische Übersetzer arbeitet gegen ihn und gibt Fragen der Behörde und seine Antworten ständig in einem völlig anderen Inhalt wieder, so dass Nura glaubt, alles laufe bestens, während die Behörde denkt, Nura habe rein wirtschaftliche Interessen und sei überhaupt kein politisch Verfolgter.
Den kleinen Fahim bringt er zu einer Schachschule in Créteil im Süden von Paris zu dem manchmal aufbrausenden Trainer Sylvain Charpentier (Depardieu), der sofort sein Talent erkennt. Dort mit den anderen Kindern lernt Fahim schnell Französisch, während sein Vater sich illegal als Andenkenverkäufer verdingt.
Eines Tages wird Naru bei dieser illegalen Tätigkeit von der Polizei aufgegriffen und ihm droht die Ausweisung, während Fahim in ein Heim gebracht werden soll. Während dieser Zeit werden Fahims Schachkenntnisse immer besser und er gewinnt zunächst lokale Schachmeisterschaften und soll dann bei den französischen Schachmeisterschaften der Unter-zwölfjährigen in Marseille teilnehmen. Doch der Ausrichter verweigert ihm aufgrund seiner fehlenden Papiere zunächst die Teilnahme. Erst aufgrund eines emotionalen Vortrags seines Trainers Charpentier, der den Ausrichter, er ist italienischer Abstammung und kam als Kind ebenfalls illegal ins Land, persönlich kennt, wird Fahim die Teilnahme gestattet und er gewinnt das Turnier.
Während einer Fragestunde des französischen Premierministers meldet sich Mathilde, die Vorzimmerdame Charpentiers per Telefon, schildert den Fall und appelliert an die französische Maxime der Menschenrechte. Tatsächlich bekommen Nura und Fahim die Aufenthaltserlaubnis und dürfen auch die Familie aus Bangladesch nachholen.

## Trivia
Der Film basiert auf der realen Geschichte des 2000 in Dhaka, Bangladesch geborenen Fahim Mohammad, der 2017 FIDE-Master wurde. Seine höchste Elo-Zahl war 2383 und er war unter den 150 weltbesten Spielern unter 16.
Der von Gérard Depardieu dargestellte Schachtrainer (im Film Sylvain Charpentier) hieß im wahren Leben Xavier Parmentier und verstarb 2016.
Im Abspann werden mehrere Fotos des echten Fahim und Parmentier gezeigt und kurz deren Geschichte zusammengefasst.
Der Film lief am 30. September 2019 auf dem Hamburg Film Festival und kam am 7. November in die deutschen Kinos.